# لودفيغ كيرلاخ
لودفيغ كيرلاخ (بالألمانية: Ludwig Gerlach)‏ هو ضابط ألماني، ولد في 14 أكتوبر 1919 في فيسمار في ألمانيا، وتوفي في 27 فبراير 2001 في هامبورغ في ألمانيا.